# Federația de Fotbal a Comorelor
Federația de Fotbal a Comorelor (franceză Fédération Comorienne de Football; FFC) este forul ce guvernează fotbalul în Comore. Se ocupă de organizarea echipei naționale și a campionatului.